# Franklyn Baur
Franklyn Baur (* 5. April 1903 in Brooklyn, New York; † 24. Februar 1950 ebenda) war ein Tenor, welcher in der akustischen Periode der Musikindustrie Aufnahmen für die zur damaligen Zeit bedeutendsten Unternehmen der Branche veröffentlichte und in den sich anschließend elektrischen Jahren zu einem der beliebtesten Radiosänger in den Vereinigten Staaten entwickelte.

## Leben
In noch jungen Jahren zu Beginn seines musikalischen Schaffens betätigte sich Franklyn Baur als Kirchen- und Konzertsänger und wirkte an der Aufführung von Oratorien mit. Die erste Veröffentlichung auf den zur damaligen Zeit üblichen Schellackplatten für die Victor Talking Machine Company If the rest of the world don’t want you erfolgte im Jahr 1924 und entstammte einer Aufnahmesession von 1923. Im selben Jahr trat Baur dem Shannon Quartett bei und debütierte dort mit der Aufnahme Stars of the Summer Night, in welcher er erstmals gemeinschaftlich mit seinen neuen Partnern zu hören war. Baur ersetzte Charles Hart, der eine ausschließliche Karriere als Operntenor anstrebte. Er gehörte bis 1927 den Shannons an, die sich später in die Revelers umbenannten.
Mit dem Bass Elliott Shaw, ebenfalls Gesangspartner bei dem Shannon Quartett, begann Baur, in Ergänzung zu seinen solistischen Betätigungen, Refrains zu Aufnahmen von Tanzbands beizusteuern, so wie beispielsweise jene für die Troubadours und deren Veröffentlichung Arizona Stars. Im Verlauf des Jahres folgen die Duett-Aufnahmen June Night und I Wonder What’s Become of Sally, ebenfalls mit Shaw sowie When I Was the Dandy and You Were the Belle, gemeinschaftlich mit Marcia Freer bei Gennett. Für die Columbia schlugen Watching the Moon Rise und Twilight Rose zu Buche. Gefolgt von der Aeolian Company, die in diesen Jahren mit ihrem Label Vocalion Veröffentlichungen zum Musikmarkt der Vereinigten Staaten beisteuerte, mit der Aufnahme Beautiful Heaven im rückseitigen Einklang zu I’m Forever Falling in Love with Someone. Ein Jahr darauf erscheint für das Label Harmony der Columbia, für welches sich Baur in den folgenden Jahren zu einem der wichtigsten Tenöre herauskristallisierte Let Me Call You Sweetheart im Duett mit dem Bariton Billay Travers, einem Pseudonym für Elliott Shaw.
In Gesamtheit konnten die musikalischen Beiträge Baurs bis zum Jahr 1926, neben den großen drei, Victor, Columbia und Brunswik, für welches er eine ähnliche bedeutsame Rolle übernehmen sollte wie für Columbia, auch auf vielen weiteren Aufnahmen kleinerer Unternehmen der Musikbranche vernommen werden. Hierunter fielen neben Garnett, Regal, Banner, Emerson aber auch Domino Records einem Label der kanadischen Compo Company.
Mitte der 1920er Jahre, als sich die Aufnahmetechniken von akustischen hin zu elektrischen Systemen fortzuentwickeln begangen, tourte Baur mit den Revelers, vormals bekannt als Shannon Quartett oder Shannon Four, durch Europa und erfuhr auch auf dem für ihn fernen Kontinent eine erhöhte Aufmerksamkeit hinsichtlich seiner Gesangskunst. Die vermutlich letzte Veröffentlichung des Quartetts mit Baur Blue River fand gegen Ende des Jahres 1927 ihren Weg in die Verkaufsgeschäfte. Parallel hierzu, von August 1927 bis Januar 1928, sang Baur The Rainbow of Girls und im Duett mit Irene Delroy Maybe It’s You für die am New Amsterdam Theatre aufgeführte Jahresrevue Ziegfeld Follies.
Franklyn Baur verstarb unverheiratet am 24. Februar 1950 aufgrund eines Herzleidens in seinem Geburtshaus in Brooklyn, dort gemeinsam mit seiner Schwester lebend, im Alter von sechsundvierzig Jahren.

### Pseudonyme
Wie viele Musikschaffende jener Zeit anonymisierte Baur seine Beteiligungen an Aufnahmen für kleinere Unternehmen der damaligen Musikbranche, die wiederum ihrerseits versuchten den patentrechtlichen Auflagen von Victor und Columbia durch die Nutzung von Pseudonymen zu entgehen. Des Weiteren war es ihnen so möglich ein ausgedehnteres Portfolio an Darbietungen präsentieren zu können und hierdurch eine in Wirklichkeit nicht existierende Exklusivität vorzutäuschen. Infolgedessen ist Baur auch als Charles Dale, Lester Hartley, Ben Lichtfield, Sidney Mitchel und Irving Post auf Veröffentlichungen zu vernehmen.

## Tondokumente
Die nachfolgenden Tondokumente beinhalten die unter dem Abschnitt Biographie aufgelisteten Aufnahmen. Insofern diese in der Discography of American Historical Recordings, der National Jukebox des Library of Congress und im Cylinder Audio Archive der University of California, Santa Barbara enthalten sind erfolgt eine Verlinkung zu jenen Institutionen.
- If the rest of the world don’t want you – (Victor, 19243)
- Stars of the Summer Night – (Victor, 19242–B)
- Arizona Stars – (Victor, 19251–B)
- June Night / I Wonder What’s Become of Sally – (Garnett, 5514)
- Shaw sowie When I Was the Dandy and You Were – (Garnett, 5543)
- Watching the Moon Rise und Twilight Rose – (Columbia, 106-D)
- Beautiful Heaven / I’m Forever Falling in Love with Someone Vocalion – (Vocalion, 14869)
- Let Me Call You Sweetheart – (Columbia, 52-II)
- Blue River
- The Rainbow of Girls